# كاني شيلان (بوئين)
کاني شیلان (بالفارسية: کانی شیلان) هي قرية تقع في إيران في قسم بوئین الريفي. يقدر عدد سكانها بـ 51 نسمة بحسب إحصاء 2016.